# Le Vitriol de Lune
Le Vitriol de Lune est un roman écrit par Henri Béraud, publié en 1921. Il reçoit conjointement le prix Goncourt en 1922 avec Le Martyre de l'obèse du même auteur.

## Historique
Le roman est récompensé du prix Goncourt au détriment notamment de Jules Romains en lice avec Lucienne. Il constitue également un succès de librairie avec 440 000 exemplaires vendus.

## Résumé
Ce roman historique, assez sombre, prend pour argument les vingt dernières années du règne de Louis XV, les plus difficiles, celles où le roi qui avait jadis été appelé le bien-aimé est détesté par la population. Ce long déclin qui se transforme en lente agonie préfigure celle de la monarchie française.
À travers les aventures extraordinaires d'un mystérieux Génois et de son neveu, un Lyonnais rêveur, le livre relate l'attentat de Damiens contre Louis XV en 1757. Louis XV ne fut que légèrement blessé mais cette tentative d'assassinat sur le roi n'était que l'œuvre d'un déséquilibré. Le sort réservé au régicide fut terrible et révéla un grand malaise... Damiens fut mis à mort dans des conditions particulièrement horribles qui offusquèrent beaucoup de monde.
Le peuple de Paris en fut très frappé, se souvint longtemps du sort réservé à Damiens et lui reprocha cette cruauté inutile. Cette affaire scella le divorce entre le peuple et la royauté.

## Éditions
- Le Vitriol de Lune Albin Michel, 1921.
- Le Vitriol de Lune, réédition par La Belle Edition, Sans date, Aquarelles de Pierre PILLOT
- Le Vitriol de Lune, réédition par les Éditions de l'Imprimerie nationale de Monaco, 1950
- Le Vitriol de Lune, réédition par les Éditions lyonnaises d'Art et d'Histoire, 2004,  (ISBN 2841471551)